# Laura Kamdop
Laura Kamdop (* 14. September 1990 in Chartres) ist eine französisch-senegalesische Handballspielerin, die für die senegalesische Nationalmannschaft aufläuft.

## Karriere

### Im Verein
Kamdop übte anfangs die Sportarten Judo, Basketball und die Leichtathletikdisziplin Kugelstoßen aus. Auf anraten ihres Cousins begann sie im Alter von 13 Jahren das Handballspielen beim französischen Verein MSD Chartres. Nachdem sich die Rechtshänderin im Alter von 15 Jahren dem Pôle Espoir de Chartres angeschlossen hatte, trat sie im Alter von 17 Jahren dem Ausbildungszentrum von CJF Fleury Loiret Handball bei. Mit der zweiten Damenmannschaft von CJF Fleury Loiret Handball sammelte sie Spielpraxis in der vierthöchsten französischen Spielklasse. Im Alter von 19 Jahren unterschrieb die Kreisläuferin einen Profivertrag bei Fleury. Mit der Erstligamannschaft gewann sie 2014 den französischen Pokal, 2015 die französische Meisterschaft sowie 2015 und 2016 den französischen Ligapokal. Weiterhin stand sie in der Saison 2014/15 im Finale des Europapokals der Pokalsieger.
Kamdop stand in der Saison 2016/17 beim slowenischen Erstligisten Rokometni Klub Krim unter Vertrag, mit dem sie sowohl die slowenische Meisterschaft als auch den slowenischen Pokal gewann. Anschließend kehrte sie zu CJF Fleury Loiret Handball zurück. Im Juni 2022 erhielt Kamdop, die kurz zuvor Mutter wurde, von Fleury ein Angebot auf Vertragsverlängerung, welches eine Gehaltskürzung enthielt. Infolgedessen verließ Kamdop Fleury Loiret Handball, fünfzehn Jahre nachdem sie den Verein beitrat, und schloss sich dem Fünftligisten USM Montargis an, mit dem sie ein Jahr später in die nächsthöhere Spielklasse aufstieg.

### In Auswahlmannschaften
Kamdop lief für die französische Juniorinnennationalmannschaft bei der U-19-Europameisterschaft 2009 und bei der U-20-Weltmeisterschaft 2010 auf. Im Jahr 2014 wurde sie vom damaligen Nationaltrainer Alain Portes in den Kader der französischen A-Nationalmannschaft berufen und bestritt am 15. Juni 2014 ihr Länderspieldebüt gegen Finnland. Da sich Kamdop nicht in der französischen Nationalmannschaft durchgesetzt hatte, entschloss sie sich im Jahr 2018 für Senegal, dem Heimatland ihrer Mutter, aufzulaufen. Kamdop nahm im selben Jahr an der Afrikameisterschaft teil, bei der sie mit ihrer Mannschaft im Finale mit 14:19 gegen Angola unterlag. Hierdurch qualifizierte sich Senegal für die Weltmeisterschaft 2019, bei der Kamdop für Senegal auflief und insgesamt vier Treffer erzielte. Vier Jahre später nahm sie ein weiteres Mal an der  Weltmeisterschaft teil.